# Fu Yuanhui
Fu Yuanhui (chinesisch 傅园慧, Pinyin Fù Yuánhuì; * 7. Januar 1996 in Hangzhou, Volksrepublik China) ist eine chinesische Schwimmsportlerin. Fu studiert Bewegungsrehabilitation an der Medizinischen Universität Tianjin in China.

## Karriere
Im August 2011 gewann Fu bei den Jugend-Schwimmweltmeisterschaften in Lima in Peru eine Silbermedaille über 100 m Rücken und eine Bronzemedaille über 200 m Freistil. 
Außerdem erreichte sie über 200 m Rücken den achten Platz.
Mit der chinesischen 4 × 100-m-Freistilstaffel erreichte sie den siebten Platz.
Im Oktober 2011 gewann sie die chinesische Schwimmmeisterschaft über 100 m Rücken im Jiangxi Olympic Sports Center in Nanchang.

### Olympische Sommerspiele 2012
Bei den Olympischen Sommerspielen 2012 in London nahm sie am Schwimmwettbewerb über 100 m Rücken teil und erreichte im Finale den achten Platz. 
Bei den Schwimmweltmeisterschaften 2013 in Barcelona gewann sie die Silbermedaille über 50 m Rücken. 
Sie platzierte sich über 100 m Rücken im Finale auf Rang fünf sowie mit der chinesischen Staffel über 4 × 100 m Lagen auf Rang vier. 
Im September 2014 gewann sie bei den Asienspielen zwei Goldmedaillen, über 50 m Rücken in 27,66 Sekunden und  über 100 m Rücken in 59,95 Sekunden. 
Bei den Schwimmweltmeisterschaften 2015 in Kasan holte sie die Goldmedaille über 50 m Rückenschwimmen und mit der chinesischen Schwimmstaffel über 4 × 100 m Lagen ebenfalls die Goldmedaille. Über 100 m Rücken erreichte sie den vierten Platz im Finale.

### Olympische Sommerspiele 2016
Bei den Olympischen Sommerspielen in Rio de Janeiro gewann Fu mit einem neuen chinesischen Rekord die Bronzemedaille über 100 m Rücken, die sie sich mit der zeitgleichen Kylie Masse teilte. 
Nachdem sie sich als Dritte ihres Halbfinales für das Finale qualifiziert und mit 58,95 Sekunden eine neue persönliche Bestzeit aufgestellt hatte, wurde sie durch ihr fröhliches Interview im chinesischen Internet sehr beliebt.
In einem Live-Stream-Interview zwei Tage nach dem Wettkampf erreichte sie mehr als 10 Millionen Zuschauer.
Mit der chinesischen 4 × 100-m-Lagenstaffel erreichte sie Platz vier: Im Interview zu diesem Wettbewerb erwähnte Fu, dass ihre Menstruation ihre Leistungsfähigkeit negativ beeinflusst, was ihr weltweite Aufmerksamkeit für das Ansprechen eines Tabuthemas einbrachte.

### Asien-Schwimmmeisterschaften 2016
Bei den Asien-Schwimmmeisterschaften 2016 in Tokio gewann sie über 50 und 100 m Rücken zweimal Gold und eine Silbermedaille mit der chinesischen 4 × 100-m-Lagenstaffel.

## Bestzeiten
Stand: 9. August 2016
| Wettbewerb   | Zeit    | Wettkampf                         | Datum           | Notizen             |
| ------------ | ------- | --------------------------------- | --------------- | ------------------- |
| 50 m Rücken  | 27,11   | Schwimmweltmeisterschaften 2015   | 6. August 2015  |                     |
| 100 m Rücken | 58,76   | Olympische Sommerspiele 2016      | 8. August 2016  | chinesischer Rekord |
| 200 m Rücken | 2:08,84 | BHP Billiton Aquatic Super Series | 30. Januar 2015 |                     |